# La Tristesse Durera (Scream to a Sigh)
"La Tristesse Durera (Scream to a Sigh)" é uma canção da banda britânica de rock Manic Street Preachers, lançada em 1993 como o segundo single do álbum Gold Against the Soul, lançado no mesmo ano.
Com influências do rock alternativo e do soft rock, seu título faz referência à última frase dita por Vincent van Gogh, "La tristesse durera toujours". Os versos da música se desenvolvem a partir da perspectiva de um veterano de guerra.
O single alcançou a 22ª posição nas paradas britânicas.
A canção foi inclusa no livro 1001 Songs You Must Hear Before You Die.

## Faixas
1. "La Tristesse Durera (Scream to a Sigh)" (7" version)
2. "Patrick Bateman"
3. "What's My Name" (cover ao vivo de The Clash)
4. "Slash 'n' Burn" (Live at Norwich UEA, 21 October 1992)

### 12"
1. "La Tristesse Durera (Scream to a Sigh)" (versão do álbum)
2. "Patrick Bateman"
3. "Repeat" (Live in Norwich, 21 October 1992)
4. "Tennessee (I Get Low)"

### Cassete
1. "La Tristesse Durera (Scream to a Sigh)"
2. "Patrick Bateman"

## Ficha técnica
- James Dean Bradfield - vocais, guitarra
- Nicky Wire - baixo
- Sean Moore - bateria
- Richey Edwards - guitarra base